# McKenzie Long
Pour les articles homonymes, voir Long.
McKenzie Long, née le 11 juillet 2000, est une athlète américaine spécialiste des épreuves de sprint.

## Biographie
Elle se révèle lors des championnats NCAA 2024 en remportant trois titres : sur 100 m en portant son record personnel à 10 s 91, sur 200 m en établissant son record à 21 s 83, et sur 4 × 100 m,. Elle termine troisième du 200 m lors des sélections olympiques américaines.

## Palmarès
| Date | Compétition     | Lieu  | Résultat | Épreuve | Marque  |
| ---- | --------------- | ----- | -------- | ------- | ------- |
| 2024 | Jeux olympiques | Paris | 7e       | 200 m   | 22 s 42 |

## Records
| Épreuve | Marque  | Lieu   | Date        |
| ------- | ------- | ------ | ----------- |
| 100 m   | 10 s 91 | Eugene | 6 juin 2024 |
| 200 m   | 21 s 83 | Eugene | 8 juin 2024 |